# Дворец изящных искусств (Сан-Франциско)
Дворец изящных искусств (англ. Palace of Fine Arts) — архитектурное сооружение, частично выполняющее функции музея, расположенное в районе Марина в Сан-Франциско (Калифорния, США).
Изначально оно было создано в качестве временного музея изобразительных работ для Панамо-Тихоокеанской выставки в 1915 году. Дворец изящных искусств — одно из немногих сооружений, сохранившихся со времён выставки и единственное, располагающееся на изначальном месте.
В 1964 году здание было снесено, после чего к 1967 году перестроено с использованием более прочных материалов. С 1969 и до января 2013 года здание служило домом для музея занимательной науки «Эксплораториум», основанного Фрэнком Оппенгеймером. В 2004 году началась реставрация и укрепление элементов сооружения и окружающего парка, пострадавших от землетрясения 1989 года. В 2010 году реставрация была полностью завершена.

## История основания
В 1910 году руководящими кругами Сан-Франциско было принято решение о проведении в городе всемирной выставки. Открывшаяся 20 февраля 1915 года Панамско-Тихоокеанская выставка, с одной стороны, была посвящена завершению строительства Панамского канала, а с другой была призвана показать миру «восставший из пепла» Сан-Франциско, который сильно пострадал от землетрясения 1906 года и последующего пожара.
Выставочный комплекс состоял из одиннадцати «дворцов», каждый из которых был посвящён какому-либо виду деятельности. Дворец изящных искусств включал в себя художественные произведения различных направлений: от Возрождения до модерна. Сооружение было спроектировано калифорнийским архитектором Бернардом Ральфом Мейбеком, который был вдохновлён одной из гравюр Пиранези.
По окончании выставки почти все выставочные комплексы, которые были сооружены из дерева и разновидности искусственного камня (staff — материала, представляющего собой смесь гипса и ткани наподобие холста), были снесены, а на их месте начались работы по созданию жилого района — Марины. Исключение составил лишь Дворец изящных искусств, за который заступилась «Лига сохранения дворца» (Palace Preservation League), основанная Фебой Херст (Phoebe Hearst).